# 七日市 (北秋田市)
七日市（なぬかいち）は、秋田県北秋田市の大字。郵便番号018-3452。本項では同地域にかつて存在した北秋田郡七日市村（なぬかいちむら）についても記す。

## 地理
北秋田市中部、小猿部川上流域にあたる。西で米内沢・浦田・桂瀬、南で小又・根森田・森吉、北で中屋敷・小森および大館市比内町小坪沢・比内町白沢水沢、東で大館市比内町谷地中・比内町中野・比内町大葛と隣接する。区域の大部分を山地が占める。西部を国道105号（阿仁街道）が縦貫し、東西を横断する秋田県道111号桂瀬笹館線から秋田県道198号揚の下岩脇線が北へ分岐する。

### 山岳
- 竜ヶ森
- 黒森山
- 石倉山
- 高烏帽子
- 小繋森

### 河川
- 小猿部川
- 品類川
- 坊川

### 小字
- 赤坂岱
- 赤利又
- 穴淵
- 荒田沢
- 家後
- 家向
- 石倉岱
- 泉川原
- 伊勢堂岱
- 逸子沢
- 岩脇囲ノ内
- 内切岱
- 内腰岱
- 漆原岱
- 大沢
- 大沢口
- 大堰下
- 太田面
- 大野岱
- 大畑囲ノ内
- 大畑堂下
- 沖谷地
- 階沢口
- 囲ノ内
- 片逸
- 桂岱
- 蟹沢岱
- 金堀沢口
- 上川原
- 上葛黒岱
- 上田面
- 上船木岱
- 上屋敷
- 勘十郎岱
- 喜左エ門岱
- 木振谷地
- 葛黒
- 葛黒堂下
- 黒森
- ケン越岱
- 小船木沢
- 様ノ下タ
- 三ノ渡
- 三ノ渡大野
- 下タ岱
- 品類家ノ上
- 品類囲ノ内
- 品類相善岱
- 品類中島
- 品類前田
- 品類村下タ
- 品類渡
- 下川原
- 下桜ケ岱
- 下船木岱
- 水門下タ
- 菅谷地岱
- 妹尾館田ノ沢
- 轌引沢
- 竹ノ子沢
- 舘ケ沢
- 館ヶ下タ
- 地切ノ上
- 塚ノ岱
- 月尻岱
- 堤下タ
- 寺山下
- 飛ケ沢
- 飛田
- 堂山
- 堂山下タ
- 中川原
- 中岱
- 中畑囲ノ内
- 中畑村下
- 中道岱
- 長根沢
- 七曲り
- 苗代沢口
- 根洗沢
- 根木屋敷岱
- 猫平
- 根小屋沢
- 野尻
- 八幡堂下
- 林岱
- 林ノ沢
- バッコ沢
- 比留古岱
- 深沢岱
- 船木石倉岱
- 船木片路
- 船木中島
- 古舘
- 前田
- 松沢口
- 水無
- 道ノ上
- 向田
- 向岱
- 向中島
- 武田
- 本屋敷
- 屋敷岱
- 柳ケ又
- 山ノ上
- 湯津内
- 横渕囲ノ内
- 横渕地切ノ上
- 横渕前田
- 吉ケ沢口
- 吉ケ沢岱
- 与助岱
- 若木岱

## 歴史

### 沿革
- 1889年（明治22年）4月1日 - 町村制の施行により、近世以来の七日市村が単独で自治体を形成。
- 1956年（昭和31年）9月30日 - 七日市村が鷹巣町に編入。同日七日市村廃止。
- 2005年（平成17年）3月22日 - 鷹巣町が合川町・森吉町・阿仁町と合併して北秋田市が発足。

## 交通

### 道路
- 国道105号・国道285号重複（阿仁街道）
- 秋田県道111号桂瀬笹館線
- 秋田県道198号揚の下岩脇線

### 路線バス
- 鷹巣駅前 - 市民病院線
- 米内沢 - 鷹巣 - 大館線

### デマンド型乗合タクシー
- 明利又線[4]

## 施設

龍泉寺

- 龍泉寺
- 七日市保育園
- 七日市公民館
- 七日市郵便局
- 竜森簡易郵便局
- 竜ヶ森キャンプ場
- 北秋田市立鷹巣南小学校
- 秋田県立比内支援学校たかのす校

## 祭事・催事
- 葛黒火まつりかまくら（2月）

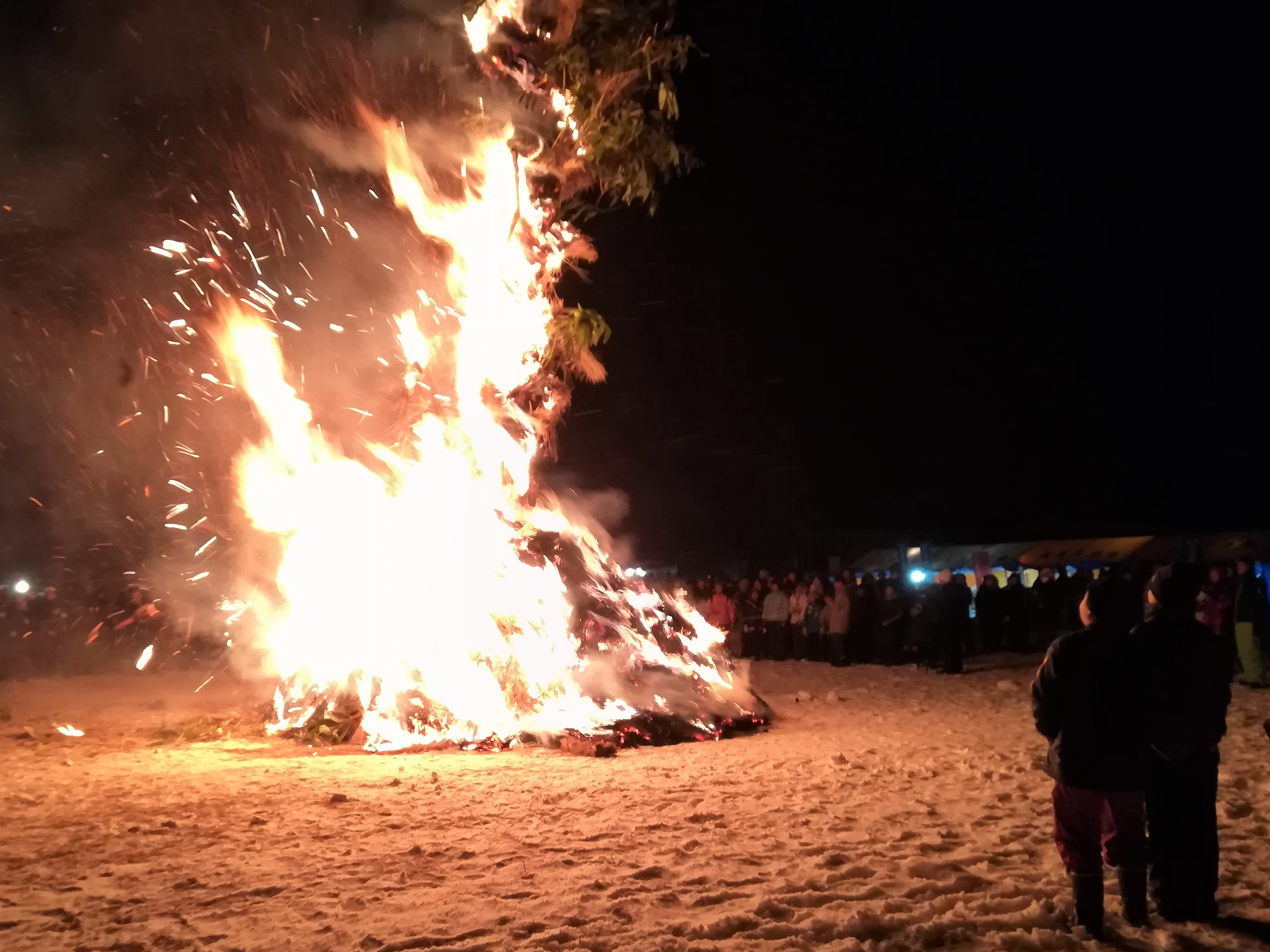
葛黒火まつりかまくら

## 著名出身者
- 畠山雄三 (農業指導者)